# Episodi di Buffy l'ammazzavampiri (prima stagione)

Logo della serie

La prima stagione della serie televisiva Buffy l'ammazzavampiri, trasmessa dal canale The WB dal 10 marzo 1997 al 2 giugno 1997, è stata messa in onda come serie di metà stagione, e per questo è formata da solo 12 episodi anziché dai canonici 22, come invece avverrà sempre in futuro.
In Italia venne trasmessa su Italia 1 in prima serata dall'11 giugno 2000 al 16 luglio 2000.
| nº | Titolo originale                   | Titolo italiano                        | Prima TV USA   | Prima TV Italia |
| -- | ---------------------------------- | -------------------------------------- | -------------- | --------------- |
| 1  | Welcome to the Hellmouth           | Benvenuti al college                   | 10 marzo 1997  | 11 giugno 2000  |
| 2  | The Harvest                        | La riunione                            | 10 marzo 1997  | 11 giugno 2000  |
| 3  | Witch                              | La strega                              | 17 marzo 1997  | 18 giugno 2000  |
| 4  | Teacher's Pet                      | La mantide                             | 24 marzo 1997  | 18 giugno 2000  |
| 5  | Never Kill a Boy on the First Date | Il primo appuntamento                  | 31 marzo 1997  | 25 giugno 2000  |
| 6  | The Pack                           | Il branco                              | 7 aprile 1997  | 25 giugno 2000  |
| 7  | Angel                              | L'angelo custode                       | 14 aprile 1997 | 2 luglio 2000   |
| 8  | I, Robot...You, Jane               | Il male nella rete                     | 28 aprile 1997 | 2 luglio 2000   |
| 9  | The Puppet Show                    | Il teatro dei burattini                | 5 maggio 1997  | 9 luglio 2000   |
| 10 | Nightmares                         | Incubi                                 | 12 maggio 1997 | 9 luglio 2000   |
| 11 | Out of Mind, Out of Sight          | Lontano dagli occhi, lontano dal cuore | 19 maggio 1997 | 16 luglio 2000  |
| 12 | Prophecy Girl                      | La profezia                            | 2 giugno 1997  | 16 luglio 2000  |

- Interpreti principali: Sarah Michelle Gellar (Buffy Summers), Nicholas Brendon (Xander Harris), Charisma Carpenter (Cordelia Chase), Alyson Hannigan (Willow Rosenberg) e Anthony Stewart Head (Rupert Giles)

## Benvenuti al college
- Titolo originale: Welcome to the Hellmouth
- Diretto da: Charles Martin Smith
- Scritto da: Joss Whedon

### Trama
Nella cittadina di Sunnydale, una coppia di giovani irrompe nella Sunnydale High School, quando improvvisamente la ragazza rivela di essere un vampiro che uccide il ragazzo dissanguandolo.
Il mattino seguente, Buffy Summers, un’adolescente appena trasferitasi a Sunnydale insieme a sua madre Joyce Summers, si appresta a frequentare il suo primissimo giorno di scuola sperando di costruirsi una vita sociale dopo essere stata espulsa dal suo vecchio campus di Los Angeles poiché responsabile di un incendio appiccato nella palestra. Buffy stringe inizialmente amicizia con la snob Cordelia Chase, e poi col gruppo di nerd formato dall’impacciato Xander Harris, la timida Willow Rosenberg e l’ingenuo Jesse McNally. In libreria, Buffy conosce il misterioso bibliotecario Rupert Giles, anch’egli nuovo arrivato a Sunnydale che sembra essere a conoscenza del mondo vampirico, tant’è che le offre un libro in questione, ma Buffy rifiuta visibilmente sconvolta.
Quando la notizia del ritrovamento del cadavere del ragazzo ucciso la sera precedente negli spogliatoi femminili si diffonde, Buffy verifica di persona il corpo e capisce dai segni sul suo collo che è stata opera di un vampiro, così si reca da Giles, svelando la propria vera identità: Buffy è la cosiddetta "Cacciatrice" (l'Ammazzavampiri), l’unica della sua generazione capace di ergersi contro vampiri, demoni e forze delle tenebre; infatti, Buffy incendiò la palestra della sua vecchia scuola come misura estrema per eliminare i vampiri che vi erano al suo interno; al tempo stesso, Giles è il suo “Osservatore”, ossia colui col compito di addestrare la Cacciatrice e prepararla alla sua missione di salvezza dell’umanità, ma Buffy, ribelle e rivoluzionaria, non intende sottostare alle regole imposte dal suo ruolo. L’intera conversazione tra Buffy e Giles viene origliata da uno stupefatto Xander.
Alla sera, mentre sta camminando verso il “Bronze”, un locale consigliatole da Cordelia, Buffy viene avvicinata da un inquietante ragazzo che, con fare enigmatico, allude di sapere dell'esistenza dei vampiri e le regala una collanina accessoriata da una croce.
Durante la festa al locale, Buffy individua un vampiro tra i presenti, ma lo stesso accalappia Willow, con cui si apparta in una cappella del cimitero per nutrirsi di lei. Buffy, seguita da Xander, giunge in soccorso di Willow e Jesse, morso da Darla, la vampira che ha ucciso il ragazzo ad inizio puntata. Buffy riesce ad infilzare il vampiro maschio con il suo paletto di legno, permettendo a Xander, Willow e Jesse di fuggire, ma viene sopraffatta da Luke, un vampiro ben più forte ed agile.
Intanto, nei meandri sotterranei di Sunnydale, una colonia di vampiri ridesta il dormiente e diabolico “Maestro”.
- Altri interpreti: David Boreanaz (Angel), Kristine Sutherland (Joyce Summers), Mark Metcalf (il Maestro), Julie Benz (Darla), Brian Thompson (Luke), Carmine Giovinazzo (primo ragazzo ucciso).
- Musiche:
  - No Heroes (Master Source Library): si sente quando Joyce accompagna Buffy a scuola.
  - Saturated (Sprung Monkey): si sente quando Buffy si prova i vestiti.
  - Believe (Sprung Monkey): si sente quando Buffy entra al Bronze, perché è la prima canzone cantata dal vivo dal gruppo.
  - Swirl (Sprung Monkey): si sente in quanto seconda canzone cantata dagli Sprung Monkey al Bronze.
  - Things Are Changing (Sprung Monkey): si sente in quanto terza canzone cantata dagli Sprung Monkey al Bronze.

## La riunione
- Titolo originale: The Harvest
- Diretto da: John T. Kretchmer
- Scritto da: Joss Whedon

### Trama
Dopo essere scampati a Luke, Darla e gli altri vampiri al cimitero, Buffy, Xander e Willow si riuniscono nella biblioteca di Giles, il quale, assieme a Buffy, racconta a Xander e Willow le minacce del mondo soprannaturale: in principio il mondo era abitato dai demoni originali che vennero banditi dalla Terra e quindi le creature mortali, gli umani, riuscirono a prosperare, tuttavia l'ultimo demone originale nel tentativo di cibarsi di un umano finì invece con l'infettarne il sangue, nacque così la stirpe dei vampiri, esseri in parte umani e in parte demoni, racconta anche che la Cacciatrice da generazioni elimina i vampiri, nacque allo scopo di riportare equilibrio in un mondo che per colpa dei vampiri stava cadendo nella violenza più assoluta.
Buffy, intercettando il tunnel segreto sotterraneo in cui si spostano i vampiri, decide di calarsi nelle fogne per salvare Jesse, rapito dalle creature e condotto al cospetto del Maestro, che punta ad utilizzarlo come esca per attirare Buffy e ucciderla. Poco prima che Buffy acceda al sistema di tunnel, riappare lo sconosciuto della sera prima, di nome Angel, che le augura buona fortuna contro i vampiri.
Non volendo starsene con le mani in mano, Xander raggiunge Buffy, ed entrambi reperiscono Jesse apparentemente vivo e illeso solo per scoprire che il ragazzo è stato ormai trasformato in un vampiro. Buffy e Xander riescono a malapena a scappare.
Attraverso le sue ricerche, Giles spiega a Buffy, Xander e Willow che il Maestro è un antico vampiro che, circa 60 anni prima, cercò di aprire la “Bocca dell’Inferno” che venne scoperta dagli spagnoli nel periodo coloniale, situata al di sotto di Sunnydale e che rappresenta un portale tra il mondo umano e quello demoniaco, ma i suoi piani andarono in malora a causa di un improvviso terremoto che lo inghiottì nelle viscere di Sunnydale, dov'è tuttora intrappolato; il Maestro deve dunque scegliere un “Veicolo” tra i suoi discepoli da cui trarre il potere necessario a liberarsi e terminare il lavoro iniziato decenni fa, in quello che viene generalmente chiamato il “Raccolto”. Per l’appunto, il Maestro opta per Luke, che diviene il suo tramite. Luke mette in guardia il Maestro perché dal modo in cui Buffy lo aveva affrontato ha intuito velocemente che lei è la Cacciatrice.
Buffy, Xander, Willow e Giles, avendo intuito che il terreno d’alimentazione in cui i vampiri sferreranno il loro attacco sia il Bronze, piombano immediatamente nel locale: Willow e Giles mettono in salvo i clienti, Darla aggredisce Giles tuttavia Willow le getta addosso dell'acqua santa che per i vampiri è fatale e dunque fugge, intanto Xander, controvoglia, uccide Jesse, mentre Buffy tiene impegnato Luke, col quale avvia un violento scontro che termina con Luke che muore e viene trafitto da Buffy, impedendo quindi al Maestro di emanciparsi dalla sua prigionia. Gli altri vampiri, vedendo Buffy uccidere Luke, scappano terrorizzati da lei.
Il giorno dopo, la popolazione di Sunnydale razionalizza quanto più possibile ciò che è capitato al Bronze, nessuno sembra aver capito che ad attaccare il locale erano stati dei vampiri. Giles avverte Buffy, Xander e Willow che il Maestro non demorderà dal suo scopo e che la vera battaglia è appena cominciata e in ogni casi i vampiri non saranno gli unici nemici che minacceranno Sunnydale.
- Altri interpreti: David Boreanaz (Angel), Kristine Sutherland (Joyce Summers), Mark Metcalf (il Maestro), Julie Benz (Darla), Mercedes McNab (Harmony Kendall).
- Musica:
  - Losing Ground (Mindtribe): si sente quando il preside Flutie cerca di impedire a Buffy di lasciare la scuola.
  - Wearing Me Down (Dashboard Prophets): si sente al Bronze.
  - Ballad for Dead Friends (Dashboard Prophets): si sente quando i vampiri si avvicinano al Bronze.

## La strega
- Titolo originale: Witch
- Diretto da: Stephen Cragg
- Scritto da: Dana Reston

### Trama
Buffy partecipa alle selezioni della squadra delle cheerleader nella speranza di godersi quella parte normale della sua vita che le è stata negata dalla lotta contro il male. Nel bel mezzo delle audizioni, una ragazza, Amber, prende spontaneamente fuoco alle braccia, venendo prontamente salvata da Buffy, e Giles ipotizza subito che dietro l’evento ci sia lo zampino di una strega.
Buffy e una sua coetanea, Amy Madison, che aspira ad essere una bravissima cheerleader per seguire le orme di sua madre Catherine, entrano in squadra come riserve, con grande disappunto di Amy.
Il mattino seguente, Cordelia assume uno strano comportamento, fino a diventare completamente cieca. Buffy, Xander, Willow e Giles, a questo punto, pensano che Amy sia la fattucchiera che sta lanciando malocchi sulle altre cheerleader spinta dalle ambizioni di sua madre, ed è una pozione rivelatrice a confermare il fatto che la ragazza abbia praticato arti magiche. Intanto, però, anche Buffy viene colpita da un incantesimo che la indebolisce al punto tale da venire cacciata dalla squadra delle cheerleader, facendo dunque subentrare Amy, e correre un grave rischio.
Buffy e Giles visitano Catherine, la madre di Amy, per parlarle, ma Buffy si rende conto che la donna ha scambiato la propria anima con quella della figlia per ripercorrere i suoi gloriosi anni di gioventù. Buffy, Giles ed Amy, imprigionata nel corpo della madre, tornano a scuola durante una partita e Giles attua un controincantesimo col libro della strega per annullare ogni suo operato. Catherine, nuovamente nel proprio corpo, si avventa su Buffy, la quale riesce a sconfiggerla rivolgendo verso di lei il suo stesso maleficio.
Il giorno dopo, mentre Buffy ed Amy ammirano il trofeo vinto da Catherine ai tempi in cui era una giovane cheerleader, si può ben notare che lo spirito di Catherine è stato intrappolato per sempre nella sua statuetta.
- Altri interpreti: Kristine Sutherland (Joyce Summers), Elizabeth Anne Allen (Amy Madison).
- Musiche:
  - Twilight (2 Unlimited): si sente durante la performance di Amber.
  - Macho Man (Village People): si sente quando Buffy la canta in cucina.
  - Count the Time (Humbucker): si sente alla fine dell'episodio.

## La mantide
- Titolo originale: Teacher's Pet
- Diretto da: Bruce Seth Green
- Scritto da: David Greenwalt

### Trama
Il buon professore di biologia Gregory, al termine di una lezione, viene aggredito e trascinato via da una bestia avente due zampe mostruose. Alla sera, mentre è a divertirsi al Bronze, Buffy rincontra ancora una volta Angel, che, come suo solito, la mette in guardia circa un pericoloso nemico artigliato.
A scuola, Buffy, Xander e Willow fanno la conoscenza dell’avvenente Natalie French, supplente del professor Gregory, irreperibile fino a quando Cordelia non rinviene il suo cadavere privo della testa in un armadietto. In biblioteca, Giles crede che l’artefice dell'omicidio sia un vampiro solitario che venne isolato dagli altri demoni e a cui fu amputata una mano, sostituita poi da un guanto artigliato, per aver disobbedito al Maestro.
In serata, Buffy rintraccia il vampiro al parco, ma la loro colluttazione viene interrotta dall’arrivo della polizia. Quando la creatura si dà alla fuga, incrocia proprio la signorina French, dinanzi alla quale resta terrorizzato. Buffy, osservando la scena, si convince che la donna nasconda qualcosa, e i suoi dubbi diventano certezza nel momento in cui la sorprende, il giorno dopo, roteare la testa di 180 gradi.
Buffy, Willow e Giles indagano sull’accaduto e giungono alla conclusione che la French sia una specie di mantide religiosa gigantesca, che generalmente prende le sembianze di una donna attraente per sedurre ragazzi vergini nel suo nido e fecondare le proprie uova. Il trio cerca di raggiungere Xander, attirato a casa della French, prima che sia troppo tardi, e Buffy costringe il vampiro solitario a indicare loro quale sia la sua abitazione, per poi ucciderlo. Buffy, Willow e Giles riescono a salvare sia Xander, sia Blayne, un altro ragazzo catturato dalla French, che viene infine trucidata da Buffy.
L’ultima inquadratura vede le uova prodotte dall’accoppiamento tra la French e il defunto professor Gregory. 
- Altri interpreti: David Boreanaz (Angel), Musetta Vander (Natalie French), William Monaghan (professore Gregory), Ken Lerner (preside Bob Flutie).
- Musiche:
  - Already Met You (Superfine): si sente quando Xander è al Bronze.
  - Stoner Love (Superfine): si sente al Bronze alla fine dell'episodio.

## Il primo appuntamento
- Titolo originale:  Never Kill a Boy on the First Date
- Diretto da: David Semel
- Scritto da: David Greenwalt

### Trama
Dopo aver combattuto un vampiro al cimitero, Buffy e Giles trovano uno strano anello sul quale è inciso un sole con tre stelle, cioè il simbolo dell’"Ordine di Aurelius", il culto dei vampiri capitanati dal Maestro.
Successivamente, Giles scopre dell’esistenza di un’antica profezia secondo la quale i seguaci di Aurelius permetteranno la venuta del “Consacrato”, un guerriero alleato del Maestro che sorgerà dalle ceneri di cinque morti e il cui obiettivo sarà quello di uccidere la Cacciatrice, incapace di riconoscerlo come suo nemico. I calcoli di Giles sulla comparsa del Consacrato coincidono con quella sera stessa, quindi l’uomo e Buffy attendono, invano, al cimitero che il vampiro si presenti, perciò Buffy si precipita al Bronze per il suo appuntamento con Owen Thurman, che si sta però intrattenendo con Cordelia.
La mattina seguente, Owen propone a Buffy una seconda uscita insieme, ma, alla sera, Giles si dirige da Buffy e le ostenta una notizia sul giornale che parla della morte di cinque persone in un incidente automobilistico che potrebbe essere facilmente ricollegabile al Consacrato. Buffy preferisce starsene con Owen, così Giles se la vede per conto proprio e controlla lui stesso i cadaveri di coloro morti nell’incidente all’impresa di pompe funebri. Sfortunatamente, alcuni vampiri intralciano Giles, ma Xander e Willow, avendolo inseguito, avvisano immediatamente Buffy al Bronze, dove intanto l'aria si è riscaldata con prima Cordelia, e poi Angel che cercano di mettersi in mezzo tra Buffy e Owen.
Non dando retta a Buffy, Owen si unisce a lei, Xander e Willow per il salvataggio di Giles, ma, ancor peggio, è quando il ragazzo assiste al corpo di una delle vittime nell’incidente, lo psicotico Andrew Borba, tramutarsi in vampiro. Nella lotta che ne deriva, Buffy, credendolo il Consacrato, uccide Borba catapultandolo nella fornace ancora accesa.
Il giorno seguente, nonostante le aspettative di Buffy, Owen pare aver gradito ciò che hanno passato la sera prima e vuol continuare a frequentarla, ma Buffy capisce che il ragazzo è attratto unicamente all’aspetto eccitante e spericolato della vita della Cacciatrice, per questo lo respinge.
Nel contempo, il Maestro accoglie nella sua cripta sotterranea un bambino sopravvissuto allo scontro d’auto, chiamato Colin, che sarà esattamente il Consacrato che porterà la Cacciatrice all’Inferno.
- Altri interpreti: David Boreanaz (Angel), Mark Metcalf (il Maestro), Andrew J. Ferchland (il Consacrato), Christopher Wiehl (Owen)
- Musiche:
  - Rotten Apple (Three Day Wheely): si sente quando Cordelia e Owen ballando al Bronze.
  - Strong (Velvet Chain): si sente al Bronze, quando Buffy e Owen arrivano.
  - Treason (Velvet Chain): si sente quando Buffy chiede ad Owen di ballare.
  - Junkie Girl (Rubber): si sente al Bronze quando Angel arriva per parlare a Buffy del Consacrato.
  - Let the Sun Fall Down (Kim Richey): si sente in sottofondo quando Buffy rompe con Owen.

## Il branco
- Titolo originale: The Pack
- Diretto da: Bruce Seth Green
- Scritto da: Matt Kiene e John Reinkemeyer

### Trama
In gita allo zoo di Sunnydale con la scuola Buffy assiste al comportamento da prepotenti del gruppo di ragazzi composto dai compagni Kyle, Tor, Rhonda e Heidi. Quando il branco prende di mira Lance portandolo nell'area delle iene Xander interviene per aiutarlo, mentre il guardiano ferma Buffy e Willow dicendo che le iene sono in quarantena. Durante la discussione dall'interno della gabbia, una iena invia al gruppo di giovani e a Xander uno strano lampo verde.
Il giorno dopo Xander comincia a comportarsi stranamente, frequenta il branco di bulli di cui sembra essere diventato il capo e appare scortese e scontroso, anche con Willow. Buffy lo nota e ne parla con Giles, ma l'uomo attribuisce il tutto al fatto che Xander è un sedicenne in preda agli ormoni e a sbalzi di umore.
In verità Xander è solamente in cerca di una compagna e così arriva a offendere pesantemente Willow che sente ostacolerebbe la relazione tra lui e Buffy, da sempre per lui la prescelta perché considerata la più adatta per sé.
Mentre Buffy cerca di capire cosa stia capitandogli, Xander cerca di convincerla a stare insieme, la insegue fin quasi a molestarla e poi alla reazione spavalda di lei la sorprende con la forza per provare ad averla. Intanto contemporaneamente i ragazzi del branco, che invece sembrano sempre soltanto in cerca di cibo, vengono chiamati dal preside dopo che hanno mangiato vivo il maialino mascotte della scuola.
La situazione peggiora quando nell'ufficio dell'uomo i quattro ragazzi cedono agli impulsi bestiali e lo aggrediscono divorandolo. Buffy comunque rinchiude Xander, che lei dice agirebbe come nella stagione degli amori, senza capire del tutto se il suo modo di fare sia dovuto a quello che prova per lei o se ad un impulso animalesco; comunque quando Willow racconta a Buffy ciò che sarebbe accaduto al preside, lei si convince che è in atto qualcosa di soprannaturale. Ella capisce che l'origine del problema sono state le iene allo zoo e quando con Giles va sul posto a parlare con il guardiano questo dice loro che i ragazzi possono essere stati posseduti dallo spirito della iena.
Per invertire l'incantesimo devono portare i ragazzi sul posto, e quando Buffy arriva a scuola trova Willow braccata dal branco e da Xander. Buffy riesce a salvarla e facendo da esca trascina i compagni allo zoo. Qui il guardiano si rivela essere in realtà interessato al potere delle iene e sta per sacrificare Willow, ma Xander ormai libero dall'influsso la salva e Buffy per proteggersi getta il guardiano nella gabbia dove poi quello finisce in pasto alle iene.
- Altri interpreti: Eion Bailey (Kyle), Brian Gross (Tor), Jennifer Skye (Heidi), Michael McCrane (Rhonda)
- Musiche:
  - All I Want (Dashboard Prophets): si sente al Bronze quando Xander inizia a manifestare i segni della possessione.
  - Reluctant Man (Sprung Monkey): si sente quando Kyle e i suoi amici entrano al Bronze.
  - Job's Eyes (Far da Tin Cans With Strings to You): si sente quando il branco con a capo Xander arrivano a scuola e lui cerca in giro una possibile compagna con cui fare coppia.

## L'angelo custode
- Titolo originale: Angel
- Diretto da: Scott Brazil
- Scritto da: David Greenwalt

### Trama
Per fermare la Cacciatrice che sta sterminando i vampiri al suo servizio, il Maestro le invia contro i Tre, guerrieri potenti dell'Ordine di Aurelius. I Tre attaccano Buffy all'uscita del Bronze ma Angel interviene salvando la ragazza e procurandosi una ferita. All'insaputa di Joyce, Buffy lo medica in camera sua e gli dice di rimanere a dormire lì, senza comunque condividere il letto. I Tre, mortificati per aver fallito la missione, accettano di morire come penitenza, quindi Darla li uccide al cospetto di Colin e del Maestro.
Il giorno dopo a scuola Buffy si confida: Willow è eccitata, Xander è geloso, Giles è preoccupato. Quella sera Buffy ritrova Angel in camera sua, e, quando Buffy inconsapevolmente gli rivela i suoi sentimenti, si danno il loro primo bacio, ma il volto del ragazzo cambia, rivelando di essere un vampiro. Quando racconta l'accaduto Giles fa delle ricerche scoprendo che Angel è in realtà Angelus, un vampiro di 244 anni noto proprio per la sua crudeltà e temuto persino dagli altri vampiri. L'ultimo suo avvistamento risale a quando si è trasferito in America all'inizio del secolo, in seguito non si è più sentito parlare di lui e tutti lo avevano creduto morto. Buffy chiede se possa essere buono, ma l'uomo asserisce che questo è impossibile perché i vampiri sono solo dei demoni senz'anima.
Quella sera Joyce riceve la visita di Darla che spacciandosi per un'amica di Buffy entra in casa e morde la donna. In suo soccorso arriva Angel che alla vista del sangue ha un momento di esitazione, permettendo così a Darla di andarsene e a Buffy di arrivare e fraintendere: questa decide di dare la caccia a Angel e ucciderlo.
Darla intanto fa visita al vampiro e cerca di convincerlo che per lui e la Cacciatrice non c'è alcun futuro, facendo appello al loro passato dato che Darla e Angel erano amanti. Al Bronze Buffy ed Angel si scontrano, lui le rivela di aver ucciso la propria famiglia, come vampiro è stato un assassino spietato, finché non uccise una giovane ragazza rumena, apparteneva a una dinastia di zingari che punirono Angel restituendogli la sua anima, ora non è più un essere malvagio ma con la sua anima nuovamente in proprio possesso ha dovuto affrontare il rimorso delle atrocità compiute. Darla sopraggiunge rivelando di aver escogitato lei la trappola ed incomincia a sparare a Buffy per ucciderla. La ragazza sta per avere la peggio ma Angel riesce a uccidere Darla. La sera dopo Buffy e Angel si rivedono al Bronze e nonostante ammettano di essere attratti l'uno dall'altra decidono di non continuare la loro relazione.
- Altri interpreti: David Boreanaz (Angel), Mark Metcalf (il Maestro), Julie Benz (Darla), Kristine Sutherland (Joyce Summers), Andrew J.Ferchland (il Consacrato)
- Musiche:
  - I'll Remember You (Sophie Zelmani): si sente alla fine dell'episodio quando Buffy e Angel si baciano.

## Il male nella rete
- Titolo originale: I, Robot...You, Jane
- Diretto da: Giovanni Gorgone
- Scritto da: Ashley Gable e Thomas A. Swyden

### Trama
Cortona, Italia, 1418: in un monastero un gruppo di monaci imprigiona il demone Moloch in un libro. Quasi sei secoli dopo il volume si trova tra gli arrivi della biblioteca del Sunnydale High: Willow passa allo scanner il volume liberando, ignara di farlo, Moloch nella rete multimediale.
Nei giorni successivi la ragazza inizia una relazione tramite chat con il misterioso Malcom, che la spinge spesso a saltare le lezioni. Quando la Cacciatrice cerca di parlare con Dave, uno dei due studenti del corso di Jenny Calendar, circa la possibilità di identificare il computer da cui scrive Malcom, questo le si rivolta contro facendo pensare alla ragazza che sia lui Malcom. Buffy lo segue e scopre che il ragazzo va in una vecchia ditta di elettronica chiamata CRD.
Durante una chat con Malcom Willow diventa sospettosa scoprendo che il ragazzo sa dell'espulsione di Buffy dalla vecchia scuola senza che lei glielo abbia detto. In libreria intanto Giles durante una discussione con la Calendar scopre che il libro di Moloch è pieno di pagine bianche. Fuori da scuola Dave, su indicazione di Moloch cerca di uccidere Buffy, e lei si salva grazie ad un ripensamento all'ultimo minuto di Dave ma in conseguenza di ciò Moloch lo fa uccidere.
Buffy trova Dave impiccato e subito ne parla a Xander e Giles e quest'ultimo rivela che il libro con le pagine bianche era in realtà stato usato per imprigionare demoni e l'unico modo per liberarli era leggerlo. Per loro ormai è chiaro che Malcom è Moloch e cercano di rintracciare Willow, ma la ragazza è stata rapita e Buffy si rende conto che si trova alla CRD.
Mentre Giles con l'aiuto della Calendar (che si rivela essere una "tecnopagana" cioè una persona con conoscenze sia di computer che di demoni) cerca di ricreare il rito che ha imprigionato Moloch in passato, Buffy e Xander si ritrovano a combattere il demone che è ospitato in un corpo robot costruitogli dai suoi seguaci. Il rito ha successo e Moloch viene imprigionato nel suo nuovo corpo e non potendolo distruggere, Buffy lo manda in corto circuito debellando la minaccia del demone. Il giorno dopo i tre amici rimuginano sulla loro scarsa fortuna nelle relazioni sentimentali.
- Altri interpreti: Robia LaMorte (Jenny Calendar), Chad Lindberg (Dave), Jamison Ryan (Fritz).

## Il teatro dei burattini
- Titolo originale: The Puppet Show
- Diretto da: Stephen Posey
- Scritto da: Ashley Gable e Thomas A. Swyden

### Trama
Al liceo di Sunnydale si stanno svolgendo i provini per lo spettacolo dei nuovi talenti e Giles è incaricato di dirigerlo: tra i vari ragazzi che stanno facendo delle audizioni c'è anche Morgan che si presenta come ventriloquo con il suo pupazzo Sid. Dopo che viene ritrovato il cadavere di Emily, una ballerina che aveva presenziato ai provini, Giles informa Buffy e gli altri che alla ragazza è stato asportato il cuore.
I ragazzi iniziano ad indagare tra i partecipanti alle audizioni e quello che risulta più sospetto è Morgan insieme al suo pupazzo. Quando Buffy cerca di parlargli, Morgan le risponde tramite Sid che diventa protettivo verso Morgan scacciandola in malo modo. Quella stessa sera qualcosa si introduce in camera di Buffy mentre la ragazza è a letto, spaventandola a morte.
Quando la marionetta viene confiscata da un insegnante, Xander la ruba per separarla da Morgan, che Buffy trova morto e privato del cervello. Sul luogo del delitto Buffy ingaggia una lotta con Sid che si rivela essere un cacciatore di demoni che 7 di loro hanno relegato nel corpo di un pupazzo. Sid spiega che a causa delle sue abilità aveva scambiato Buffy per un demone e che è dà la caccia all'ultimo dei sette, questi demoni ciclicamente hanno bisogno di organi per mantenere intatto il loro aspetto di umani; uno dei partecipanti allo spettacolo è il demone.
Quando Buffy ritrova il cervello di Morgan il gruppo scopre che il ragazzo era malato di tumore e così il demone sta ancora cercando di procurarsi il suddetto organo. Buffy si rende conto che l'obbiettivo è Giles e i ragazzi riescono a raggiungerlo e salvarlo all'ultimo minuto proprio mentre Marc (il demone) sta per spaccargli il cranio con la ghigliottina del suo numero di magia. Buffy lascia l'ultimo colpo a Sid, la cui anima dopo averlo inferto, abbandona il corpo della marionetta.
- Altri interpreti: Kristine Sutherland (Joyce Summers), Armin Shimerman (Preside Snyder), Richard Werner (Morgan), Burke Roberts (Marc), Tom Wyner (la voce di Sid)
- Musiche:
  - The Greatest Love Of All (Whitney Houston): si sente quando Cordelia la canta.

## Incubi
- Titolo originale: Nightmares
- Diretto da: Bruce Seth Green
- Scritto da: David Greenwalt

### Trama
Buffy viene svegliata da sua madre mentre ha un sonno agitato in cui "sogna" di essere quasi morsa dal Maestro. Poi a scuola racconta a Willow che passerà il "week-end" con suo padre e del divorzio dei suoi genitori di cui si sente in parte responsabile per colpa del suo lavoro di sterminatrice e della sua missione contro il male.
A lezione Wendell, un compagno di scuola, si ritrova ricoperto dai ragni che fuoriescono dal suo libro, scatenando il panico generale mentre Buffy nota un ragazzino in piedi in un angolo. Il giorno dopo, nel suo antro il Maestro confida al Consacrato che in superficie una potente forza mistica sta per sovvertire l'ordine naturale.
Intanto Wendell rivela a Buffy, Xander e Willow che nei suoi incubi viene attaccato da un'orda di aracnidi, ma in quell'istante Cordelia agitatissima, avvisa Buffy di un test di storia che sta per iniziare e durante l'esame il tempo scorre troppo velocemente: all'uscita dalla classe Buffy nota nuovamente il ragazzino. Nello scantinato una ragazza che era scesa a fumare viene aggredita da un uomo mostruoso con una clava che le urla contro “il 19 fortunato”.
All'ospedale Buffy e Giles interrogano la ragazza che gli ripete la frase e Buffy rivede il ragazzino in un letto, in coma. In biblioteca i due scoprono che è Billy, un pulcino di una squadra di baseball finito malmenato dopo una partita non vinta, e Giles ipotizza che Buffy continui ad incontrare la sua "proiezione astrale".
In quel momento arriva il padre di Buffy che l'accusa di essere la causa del fallimento del matrimonio e di non volerla più vedere. Quindi parlandone in libreria con Giles, si rendono conto che tutto ciò che sta accadendo sono in realtà i loro assurdi incubi che in qualche modo incredibilmente la forma astrale di Billy starebbe rendendo reali. Infatti Xander si ritrova di colpo in mutande davanti ai compagni di classe e poi Willow costretta a cantare un'opera lirica facendo però una pessima figura. Prima che possano avvisare Buffy e Billy, che vengono attaccati dall'uomo mostruoso, tutti si ritrovano ad affrontare i propri peggiori incubi in un mondo pieno di improbabili e terribili insetti. Alla fine ritrovano Buffy sepolta viva dal Maestro e trasformata in vampira, mentre Xander si ritrova a fronteggiare un pericoloso pagliaccio mascherato arrivato dal passato.
Raggiungono quindi l'ospedale tutti insieme e pur se trasformata Buffy controllandosi sconfigge il mostro, permettendo a Billy di svegliarsi e riportare tutto alla normalità. Nella stanza sopraggiunge l'allenatore che chiamando Billy “il 19 fortunato ” rivela di essere il suo aggressore e viene dunque fermato da Xander.
Il giorno dopo Buffy parte per trascorrere il week-end con il padre, mentre Xander rivela che Buffy le piacerebbe sempre anche se disgraziatamente fosse una vampira (buona).
- Altri interpreti: Mark Metcalf (il Maestro), Kristin Sutherland (Joyce Summers), Andrew J. Ferchland (il Consacrato), Dean Butler (Hank Summers), Jeremy Foley (Billy), Justin Urich (Wendell)

## Lontano dagli occhi, lontano dal cuore
- Titolo originale: Invisible Girl (Out of Mind, Out of Sight)
- Diretto da: Reza Badiyi
- Scritto da: Ashley Gable e Thomas A. Swyden

### Trama
Cordelia è in fermento per la fine della scuola e la sua prossima incoronazione a reginetta al ballo di fine anno, ma Mitch, il suo accompagnatore al ballo, viene aggredito nello spogliatoio maschile da una persona invisibile che lo colpisce ripetutamente con una mazza da baseball. Quando Buffy va ad indagare scopre sugli armadietti la scritta “Guarda”.
In biblioteca Buffy, Willow, Xander e Giles ipotizzano che un fantasma abbia aggredito il ragazzo e iniziano ad indagare. Il giorno dopo mentre sta parlando con Cordelia, Harmony cade giù da una scalinata e anche se l'amica afferma che è caduta da sola, la ragazza la contraddice dicendo che è stata spinta. Buffy che è sul luogo sente delle risate e seguendole inciampa in qualcuno di invisibile, perdendone poi le tracce nell'aula di musica.
Giles intanto riceve la visita di Angel che lo avverte che qualcosa di grosso sta per accadere e quando l'Osservatore gli dice di stare cercando dei testi sulla profezia che riguarda la battaglia tra la Cacciatrice e il Maestro, il vampiro si offre di recuperargli un codice importante. Buffy comunica a Giles la sua teoria di una persona invisibile che ha preso di mira Cordelia e analizzando la lista dei ragazzi scomparsi scopre che la più recente è Marcie Ross.
Buffy torna nell'aula di musica e scopre il nascondiglio della ragazza. Intanto Cordelia salva la professoressa Miller dall'essere soffocata da un aggressore invisibile, mentre sulla lavagna viene scritto “Ascolta”. Cordelia raggiunge Buffy e i suoi amici in biblioteca e le chiede aiuto, qui la ragazza le spiega che Marcie Ross, una ragazza ignorata da tutti, è diventata invisibile, la colpa è della Bocca dell'Inferno che ha reso reale il senso di solitudine di Marcie dandole il potere dell'invisibilità, è lui il maniaco che la perseguita e che ha intenzione di rovinare la sua incoronazione a reginetta del ballo.
Mentre Cordelia va al Bronze per fare da esca seguita da Buffy, Giles con Xander e Willow vengono imprigionati da Marcie nella stanza delle caldaie con un tubo che perde gas. I tre vengono salvati dal tempestivo arrivo di Angel, mentre Buffy e Cordelia vengono fatte prigioniere da Marcie al Bronze davanti alla scritta "Impara".
Qui la ragazza rivela di odiare Cordelia perché è così popolare da non curarsi degli altri, ma viene infine sconfitta da Buffy. Sulla scena irrompono degli agenti del F.B.I. che portano poi Marcie in una struttura segreta del governo dove ragazzi invisibili vengono istruiti per diventare spie.
- Altri interpreti: David Boreanaz (Angel), Armin Shimerman (Preside Snyder), Clea DuVall (Marcie Ross), Mercedes McNab (Harmony Kendall).
- Musiche:
  - Siciliano (Johann Sebastian Bach), si sente quando Marcie la suona al flauto.

## La profezia
- Titolo originale: Prophecy Girl
- Diretto da: Joss Whedon
- Scritto da: Joss Whedon

### Trama
Di sera mentre Willow e Xander sono alla discoteca Bronze, Giles è pensieroso in biblioteca, Cordelia è in auto con un ragazzo e Buffy è a caccia, una scossa di terremoto scuote Sunnydale e nel suo antro il Maestro esulta perché gli eventi che porteranno alla sua liberazione sono iniziati.
Il giorno dopo Giles viene interrotto nelle sue ricerche da Jenny Calendar che gli svela che il Consacrato non è morto e che è un bambino. Giles sta traducendo il codice che gli ha procurato Angel e sembra sconvolto da ciò che scopre. Quella sera Buffy andrebbe a cercare da Giles e lo trova in biblioteca a confabulare con Angel, così pensando di non essere vista sente i due affermare che, quando tra breve affronterà il Maestro, secondo loro morirá per mano del vampiro. A questo punto la ragazza in modo comprensibile si ribella, rifiutandosi saggiamente di dover morire giovane a sedici anni e dice che lascia il suo "impiego" di Cacciatrice.
Il giorno dopo Willow e Cordelia vanno in un'aula per del materiale che serve per la festa e trovano un gruppo di ragazzi uccisi dai vampiri. Willow lo racconta a Buffy dicendole che è stato uno spettacolo atroce e sconvolgente e Buffy altruista decide di assumersi le sue responsabilità. Con indosso l'abito compratole dalla madre per una festa va da Giles e gli dice che affronterà il Maestro e poi lo tramortisce quando l'uomo fa il gesto di provare a fermarla. Davanti alla scuola Buffy trova il Consacrato che la guida dal Maestro.
Nel frattempo Giles riunisce Xander e Willow in biblioteca e avvisa tutti di quanto sta per succedere, volendo farli stare uniti. Giles li invia al Bronze dicendo di temere che i vampiri si radunino là, invece Willow e Jenny li trovano nel cortile della scuola e vengono aiutate da Cordelia che le porta all'interno dell'edificio con la sua auto. Tuttavia Xander decide di fare qualche cosa e prova ad andare da Angel, che sembra rassegnato, in modo che il vampiro lo porti da Buffy.
Buffy intanto incautamente sta affrontando il Maestro il quale le rivela che "le profezie sono creature infide": infatti sarà lei con la sua avventatezza a liberarlo, permettendogli, col suo "sciocco sacrificio", di portare l'inferno in terra; poi la immobilizza, con delle incredibili capacità "psichiche", la morde con disprezzo e sadismo per liberarsene dopo di che la butta in una pozza di liquido.
Xander e Angel arrivano quando il Maestro è già uscito e Xander, d'accordo con Angel, si ritrova a dover rischiare il tutto per tutto e a praticare la respirazione artificiale a Buffy che pensano sia quasi affogata, ma quando ormai Buffy e il mondo paiono perduti la ragazza si riprende.
Il Maestro è giunto sul tetto sopra la biblioteca, dove Giles sta combattendo contro i vampiri con Cordelia, Jenny e Willow che cercano di sopravvivere mentre la Bocca dell'Inferno si è aperta sotto i loro piedi. Buffy con Angel e Xander raggiunge il luogo ed affronta il Maestro, scaraventandolo dentro la biblioteca dove finisce impalato e si riduce a uno scheletro. Con la morte di lui si chiude anche la Bocca dell'Inferno e i demoni scappano, così Buffy e i suoi amici possono andare al Bronze per riprendersi, lasciandosi dietro le ossa del vampiro.
- Altri interpreti: David Boreanaz (Angel), Robia LaMorte (Jenny Calendar), Mark Metcalf (il Maestro), Kristin Sutherland (Joyce Summers), Andrew J. Ferchland (il Consacrato).
- Musiche:
  - I Fall to Pieces (Patsy Cline): si sente quando Xander è solo e il telefono suona.
  - Inconsolable (Plumb): si sente quando Buffy guarda il suo album delle foto.